# 蒋抑卮
蒋抑卮（1874年—1940年11月18日）号鸿林，谱名玉林，字一枝，以字行，浙江杭州人。中国银行家、藏书家。

## 生平
蒋抑卮生于杭州。其家自其高祖时便已从绍兴迁居杭州积善坊巷，经营酒肆。其父亲蒋海筹开始投身丝绸生意，开办了绸庄、织造作坊，至1908年，业务已扩大到中国各地以及东南亚，成为杭州丝绸业巨商。
蒋抑卮是蒋海筹的次子，早年应童子试，补钱塘县生员。甲午战争、八国联军进攻、《辛丑条约》签订，使蒋抑卮深受刺激。蒋抑卮于1902年10月赴日本入武备学堂学习，后因体弱，改学经济。1904年，蒋抑卮因患耳疾而辍学归国。
1898年，盛宣怀同英商怡和洋行秘密签订了向英国借款修筑苏杭甬铁路的草约。1905年，美商获得了浙赣铁路申办权。浙江士绅汤寿潜等对此坚决反对。1905年7月，浙江绅商成立了浙江铁路公司，招股筹募款项，准备自建铁路，并呈报商部。清廷则以“外交首重大信”，称可向外商借款，以铁路作抵押，并准江浙绅商附股。由此江浙掀起了保路拒款运动，“杭州的挑夫、上海的名伶、绍兴的饼师，甚至各佛寺的僧人、教堂的教徒，以及拱宸桥的妓女，莫不竞相入股”，浙江铁路公司的股款迅速达到将近2300万元，铁路随即开工建设（后来1909年8月，沪杭甬铁路沪杭段全线在嘉兴接轨通车）。
由于这笔铁路股款数额巨大，杭州的各票号、钱庄均难以应付。这时蒋抑卮自日本归国，乃建议汤寿潜设立银行，获汤寿潜采纳。1906年10月，浙江兴业银行成立，其名取“振兴实业”的意思。该银行是中国金融史上最早设立的商业银行之一。蒋抑卮积极参与该银行的创办活动。1907年5月27日，浙江兴业银行在杭州保佑坊惠民巷口开始挂牌试营业，并获得发钞权。该银行最初发行的纸币面额有1元和5元。
1911年10月10日武昌起义。10月12日夜，汉口、汉阳发生大火，翌日汉口各个银行及钱庄先后停业。消息传至杭州，被误传为“汉口兴业银行倒闭”，杭州储户因此发生恐慌，出现挤兑。蒋抑卮多方筹措资金应付，并从大清银行杭州分行、两浙盐运使署（两浙盐运使周庆云）处贷款35万元。至10月18日，已发行的钞票、活期存款几乎全部兑完，所余仅为浙江铁路公司的票据。浙江兴业银行度过了第一次挤兑风潮。
不久，汉口商民来到上海，持浙江兴业银行汉口分行的兴业钞票，要求浙江兴业银行上海分行兑现。兑现后，资产与负债数额相抵，缺额将近85万元。当时，湖南已响应独立，清军南下，上海人心惶惶。有人提出可以暂时休业，蒋抑卮未予采纳，但当天库存现银仅3万多元。巡捕房主动询问该银行是否开业，如开业则可派巡捕维持秩序，蒋抑卮决定继续营业，并借到巨款。
11月5日杭州光复，汤寿潜被推为浙江都督，蒋抑卮向汤寿潜求援，正逢进攻南京的江浙联军要以银元发军饷，汤寿潜乃下令将此款全部交给浙江兴业银行杭州总行运至上海，这笔银元使挤兑风潮彻底平息。
蒋抑卮业余时间喜欢收藏古籍，特别是清朝大儒的音韵训诂类图书。蒋抑卮随章太炎学习文字音韵，和鲁迅是多年好友，曾出钱替鲁迅出版《域外小说集》。蒋抑卮家保存有“凡将草堂”藏书，其中大部分是钱塘汪氏万宜楼的旧藏书，大约5万册。蒋抑卮同叶景葵、张元济等也是多年好友，在合众图书馆筹建时，便捐献藏书及5万元基金。合众图书馆为此编写了《杭州蒋氏凡将草堂藏书目录》一册，其中列出2584部图书。
除了上述捐献的图书外，其他蒋抑卮曾作句读或批注的图书，一部分由其长子蒋俊吾在中华人民共和国成立初期捐给了华东文管会，另一部分在文化大革命中遭到毁灭。
1940年11月18日，蒋抑卮在上海病逝。